# 静岡県道314号中野市野線
静岡県道314号中野市野線（しずおかけんどう314ごう なかのいちのせん）は静岡県浜松市内を通る一般県道である。通称として姫街道と呼ばれる。

## 概要

### 路線データ
- 陸上距離：2.9km
- 起点：静岡県浜松市中央区中野町（静岡県道344号二俣浜松線交点）
- 終点：静岡県浜松市中央区市野町（静岡県道261号磐田細江線交点）
  - 起点側には県道を示す案内標識が掲げられていない。なお姫街道を継承する静岡県道261号磐田細江線はこの県道の終点となる交差点で曲る必要があるが、それについての案内標識も存在しない。

## 歴史
- 1960年4月1日 認定

## 重複区間
- 静岡県道65号浜松環状線 (0.1km)
  - 重複区間となる静岡県道65号浜松環状線との交差点に一方通行がある。

## 通過する自治体
- 静岡県
  - 浜松市（中央区）

## 接続路線
- 静岡県道344号二俣浜松線（中野町起点：直進）
- 静岡県道313号笠井飯田線（中野町起点：交差）
- 静岡県道312号中野子安線（安新町交差点：南側が一方通行で起点側から進行不可。一方通行路手前を直進した先も314号となっているが道なりに312号へ合流するのみ）
- 静岡県道65号浜松環状線（安新町・柏木橋交差点間で重複：中央分離帯のため安新町側は65号南行きのみ接続で起点側から柏木橋交差点へ進行不可）
- 静岡県道261号磐田細江線（下石田北交差点）

## 別名
- 姫街道(本坂通)（浜松市）